# Gemona del Friuli
Gemona del Friuli (på latin Glemona) är en kommun i regionen Friuli-Venezia Giulia i Italien och tillhörde tidigare även provinsen Udine som upphörde 2018. Kommunen hade 10 851 invånare (2018) och gränsar till kommunerna Artegna, Bordano, Buja, Lusevera, Montenars, Osoppo, Trasaghis samt Venzone.